# HD131120
HD131120 — подвійна зоря. 
Ця подвійна система має видиму зоряну величину в смузі V приблизно 5,1.
Вона розташована у сузір'ї Центавра й знаходиться на відстані близько 384,2 світлових років від Сонця.

## Подвійна зоря
Головна зоря цієї системи належить до хімічно пекулярних зір й має спектральний клас B7. В той же час спектральний клас іншої компоненти залишається  ще не визначеним.

## Фізичні характеристики
Телескоп Гіппаркос зареєстрував фотометричну змінність  даної зорі з періодом  1,57 доби в межах від  Hmin= 4,98 до  Hmax= 4,95.

## Пекулярний хімічний склад
HD131120 належить до Хімічно пекулярних зір з пониженим вмістом гелію й в її  зоряній атмосфері спостерігається нестача He у порівнянні з його вмістом в атмосфері Сонця.

## Магнітне поле
Спектр даної зорі вказує на наявність магнітного поля у її зоряній атмосфері. Напруженість повздовжної компоненти поля оціненої з аналізу наявних ліній металів становить  106,1± 167,7 Гаус.